# Station Larne Town
Station Larne Town  is een spoorwegstation in Larne in het Noord-Ierse graafschap Antrim. Het station ligt aan de lijn Belfast - Larne. Op werkdagen rijdt er ieder  uur een trein richting Belfast. Uitgezonderd een aantal spitsdiensten, die alhier eindigen, rijden alle treinen uit Belfast door naar Station Larne Harbour om aansluiting te geven op de veerboten naar Cairnryan en Troon.